# Jargaltulgyn Erdenebat
Jargaltulgyn Erdenebat (Tiếng Mông Cổ: Жаргалтулгын Эрдэнэбат) là một chính khách người Mông Cổ và là thành viên của Đảng Nhân dân Mông Cổ. Ông là Thủ tướng của Mông Cổ từ ngày 7 tháng 7 năm 2016 đến ngày 4 tháng 10 năm 2017.

## Tiểu sử
Erdenebat sinh ngày 17 tháng 6 năm 1973 tại Mandal Sum, tỉnh Selenge, Mông Cổ. Ông tốt nghiệp Học viện Công thương (sau đó sáp nhập với Đại học Quốc gia Mông Cổ năm 1995). Năm 2008, Erdenebart được bổ nhiệm làm Thống đốc tỉnh Selenge, một vị trí ông nắm giữ cho đến năm 2012. Ông đã đắc cử nghị sĩ Quốc hội trong cuộc bầu cử quốc hội năm 2012 và là Bộ trưởng Tài chính Mông Cổ từ năm 2014 đến năm 2015 trong chính phủ liên minh. Ông được bầu làm Thủ tướng Mông Cổ từ năm 2016, khi Đảng Nhân dân Mông Cổ thắng lợi trong cuộc bầu cử quốc hội năm 2016.